# Дахук
Даху́к (араб. دهوك Dahūk; курд. Dihok, دهۆك, сир. ܢܘܗܕܪܐ Nohadra) — місто в Іраці, адміністративний центр мухафази Дахук. Назва Дахук курдською мовою означає «мале село». Населений в основному курдами та ассирійцями. Дахук четверте за величиною місто в Іракському Курдистані після Ербіля, Сулейманії та Кіркука. У місті знаходиться Дахукський університет, відкритий в 1992 році.

## Географія
Розміщений на висоті 585 м над рівнем моря, за 470 км від Багдада.

### Клімат
Місто знаходиться у зоні, котра характеризується середземноморським кліматом. Найтепліший місяць — липень із середньою температурою 31.1 °C (88 °F). Найхолодніший місяць — січень, із середньою температурою 4.4 °С (39.9 °F).
| Клімат Дахука           | Клімат Дахука | Клімат Дахука | Клімат Дахука | Клімат Дахука | Клімат Дахука | Клімат Дахука | Клімат Дахука | Клімат Дахука | Клімат Дахука | Клімат Дахука | Клімат Дахука | Клімат Дахука | Клімат Дахука |
| Показник                | Січ.          | Лют.          | Бер.          | Квіт.         | Трав.         | Черв.         | Лип.          | Серп.         | Вер.          | Жовт.         | Лист.         | Груд.         | Рік           |
| Середня температура, °C | 4,4           | 6,2           | 10,2          | 15,2          | 21,3          | 27            | 31,1          | 30,4          | 26,3          | 19,2          | 12,1          | 6,5           | 17,5          |
| Норма опадів, мм        | 92.2          | 99.3          | 105           | 96.4          | 44.3          | 4.9           | 0.1           | 0.1           | 2.1           | 36            | 68.9          | 95.8          | 645.1         |
| Днів з опадами          | 13,1          | 11,5          | 12,2          | 12            | 7,6           | 2,5           | 3,3           | 3,6           | 3,1           | 6,1           | 8             | 10,2          | 93,2          |
| Вологість повітря, %    | 72.4          | 69.4          | 64.5          | 60.2          | 46            | 30.5          | 25.8          | 26.7          | 30.6          | 46.8          | 62.9          | 72.9          | 50.7          |
| ----------------------- | ------------- | ------------- | ------------- | ------------- | ------------- | ------------- | ------------- | ------------- | ------------- | ------------- | ------------- | ------------- | ------------- |
| Джерело: Weatherbase    |               |               |               |               |               |               |               |               |               |               |               |               |               |

## Історія
Місто було засноване в 1236 році, коли Хасан Бега Саїфадін приєднав князівство Бадинан. В 1842 році князівство було завойоване османами і місто відійшло до міста Мосул. В 1898 році там були, згідно з доповіддю, одинадцять невеликих приватних шкіл, дві християнських і дві єврейських школи. В 1920 році в Іраці було лише п'ятеро початкових шкіл, які були доступні для дівчаток, і одна з них була в Дахуці.
З 22-24 вересня 2005 року вперше відбувся культурний фестиваль в Дахуці, були запрошені курдські письменники з усіх країн.
Дахук спочатку називався Nuhadra або Naarda. Ще 200 років тому він був селом поблизу озера Дахук. Дахук залишався селом до закінчення Першої світової війни. З тих пір місто розширилося. Воно значно розширилося після 1992 року. На сьогоднішній день налічує близько півмільйона мешканців.

## Туризм
Дахук непогано розвинений в галузі туризму. Є багато місць, які можна відвідати. Серед яких Sulaf, Ashawa і гребля Дохук.

## Економіка
Місто Дахук з погляду ВВП не найбагатше місто в Іраці та Іракському Курдистані. Однак у Дахуці будуються багато кварталів з віллами, багато дорогих автомобілів, немає проблем з продовольством, паливом та іншими предметами першої необхідності, так як вони приходять з Туреччини та Сирії в Дахук першими.